# Jean Jérôme Buvée de Mirebeau
Jean Jérôme Buvée de Mirebeau est un homme politique français né le 13 février 1762 à Mirebeau-sur-Bèze (Côte-d'Or) et mort le 10 janvier 1839 au même lieu.

## Biographie
Maire de Mirebeau-sur-Bèze, il est élu député de la Côte-d'Or au Conseil des Cinq-Cents le 23 germinal an VI.

### Sources
- « Jean Jérôme Buvée de Mirebeau », dans Adolphe Robert et Gaston Cougny, Dictionnaire des parlementaires français, Edgar Bourloton, 1889-1891 [détail de l’édition]